# A Mariña de Lugo
A Mariña de Lugo és una comarca natural situada al litoral de la província de Lugo. Comprèn els municipis situats entre les serralades interiors i el mar Cantàbric. Es troba al nord de la província i s'estén des de la ria d'O Barqueiro, a l'oest, que fa de límit amb la província de la Corunya, fins a la ria de l'Eo, a l'est, limitant amb Astúries.
Administrativament està dividida en tres comarques:
- A Mariña Occidental, amb capital a Viveiro.
- A Mariña Central, amb capital a Mondoñedo.
- A Mariña Oriental, amb capital a Ribadeo.